# Suzanne Curchod
Suzanne Curchod (Crassier, 2 juni 1737 - Lausanne, 6 mei 1794) was een Frans-Zwitserse salonnière. Ze was de echtgenote van politicus Jacques Necker en de moeder van schrijver en salonnière Madame de Staël.

## Biografie
Als dochter van de predikant van het dorp Crassier in het kanton Vaud in Zwitserland kreeg Curchod een goede opleiding. Zij was echter arm. Als jonge vrouw ontmoette zij de geschiedkundige Edward Gibbon die met haar in het huwelijk wilde treden. Vaderlijke afkeuring van beide zijden en Curchods weigering om Zwitserland te verruilen voor Engeland stuurden deze plannen in het honderd. In 1764 trouwde ze met de ambitieuze Zwitserse financier Jacques Necker. Samen kregen zij een dochter, Germaine, die later bekend zou worden als Madame de Staël.
In 1776 werd haar man controleur-generaal van Financiën, hoofd van het Franse Ministerie van Financiën, dit in weerwil van het dubbele nadeel dat hij zowel protestants als Zwitsers, dat wil zeggen niet-Frans, was. Hij had deze promotie voor een belangrijk deel te danken aan de salon van zijn vrouw waar de leidende personen van de Parijse intellectuele gemeenschap bijeenkwamen om de discussiëren over kunst en literatuur. Onder de regelmatige bezoekers van haar salon bevonden zich de filosoof Jean-François Marmontel, de schrijver Jean-François de La Harpe, de botanicus Georges-Louis Leclerc de Buffon, de Duitse journalist Friedrich Melchior Grimm, Gabriel Bonnot de Mably, de schrijver Jacques-Henri Bernardin de Saint-Pierre en de samenstellers van de Encyclopédie waaronder Denis Diderot en Jean d'Alembert. De salon van Suzanne Necker-Curchod was ook een ontmoetingsplaats voor andere salonnières zoals Marie Therèse Rodet Geoffrin en de Marie Anne de Vichy-Chamrond, markiezin du Deffand.
Haar drukke sociale leven in Parijs en haar man's afkeer van vrouwelijke auteurs verhinderden haar om haar interesse in het schrijven in de realiteit om te zetten. Er zijn slechts een paar van haar geschriften bewaard gebleven: Memoire sur l'établissement des hospices (1786) en Reflexions sur le divorce (1794). Curchod besteedde veel tijd aan de zorg voor het allerbeste onderwijs voor haar dochter Germaine.
Na de val van haar man in 1790 verlieten de Neckers Parijs en keerden zij terug naar Zwitserland. Suzanne Necker-Curchod is in 1794 overleden op het kasteel Beaulieu (Lausanne) in Vaud.
In Parijs draagt het kinderziekenhuis l’hôpital Necker-Enfants malades, dat zij in 1784 stichtte, nog steeds haar naam.